# 伊通火山群

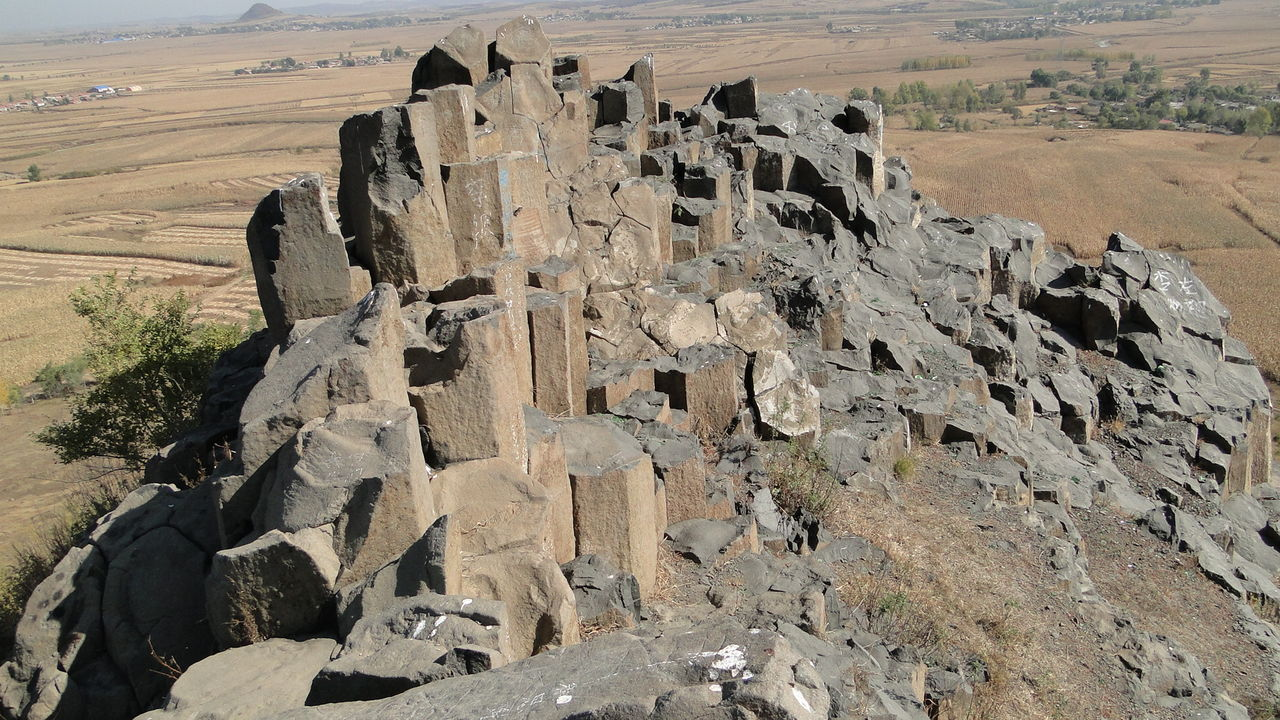
西尖山上的柱状节理。

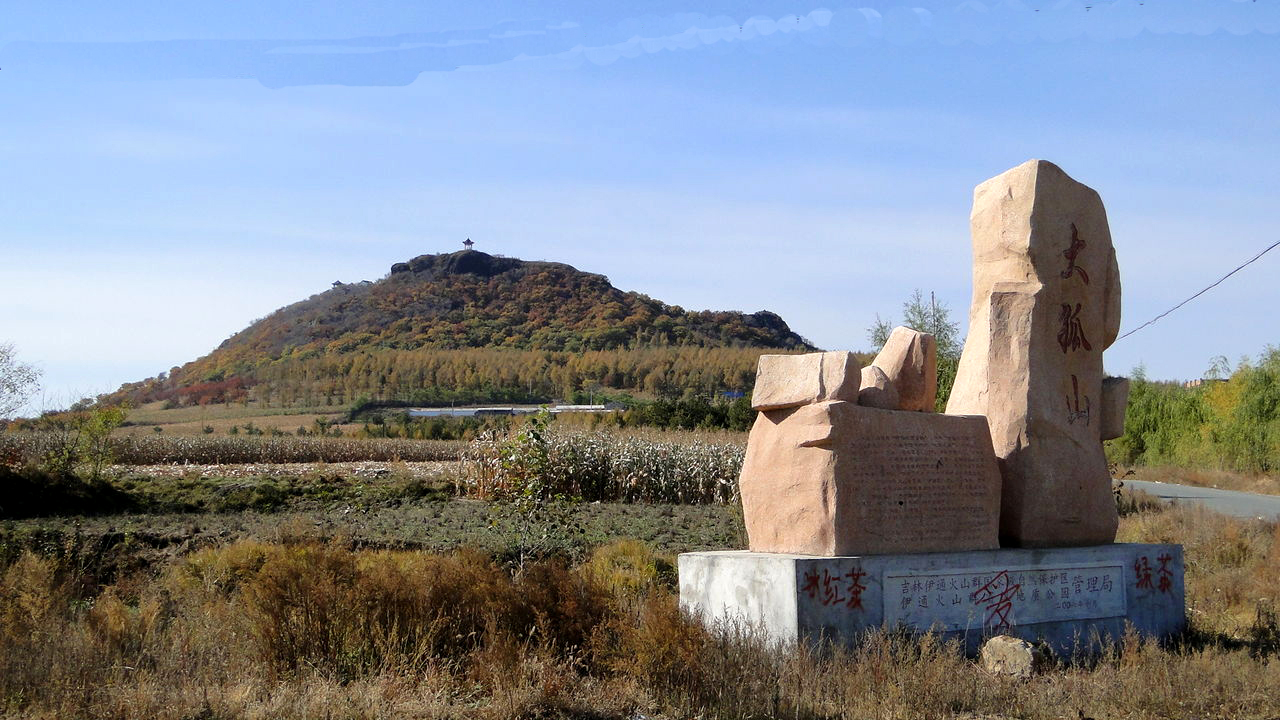
大孤山。

吉林伊通火山群国家级自然保护区是中国一個国家级自然保护区，位于吉林省中南部的伊通满族自治县以及长春市、四平市、公主岭市三市一县九个乡镇境内，地理坐标为东经124°50′～125°22′，北纬43°14′～43°35′，由分布在640余平方公里范围内的16座海拔230～430米孤立的火山穹丘组成，16座火山锥及周围的划定区域总面积为764.8公顷，其中核心区405.8公顷，缓冲区359公顷。
火山群位于中国东部的伊通—依兰断裂带上，火山呈并列状分布于伊舒盆地的两侧。火山群形成于中新世，为玄武岩火山群。伊通火山群以复杂多变的岩石柱状节理，典型、独特的“侵出式”火山成因机制而著称。1985年成为省级自然保护区，1992年升为国家级自然保护区。2004年被列入吉林省级地质公园。
伊通火山群中的火山根据保护价值不同分成三个保护级别：
- Ⅰ级保护：西尖山、大孤山、小孤山；
- Ⅱ级保护：东尖山、莫里青山、横头山；
- Ⅲ级保护：团山、马鞍山、东小山、横小山、南尖山、北尖山、万宝山、南蔡山、北蔡山、馒头山。